# Family Cash
Family Cash és una cadena de supermercats valenciana amb seu a Xàtiva, ciutat on va ser fundada el 2013. Family Cash és el patrocinador principal del club Alzira Futbol Sala.